# Polycentropus kingi
Polycentropus kingi là một loài Trichoptera trong họ Polycentropodidae. Chúng phân bố ở miền Cổ bắc.